# Gornji Lukavac (Federacja Bośni i Hercegowiny)
Gornji Lukavac – wieś w Bośni i Hercegowinie, w Federacji Bośni i Hercegowiny, w kantonie tuzlańskim, w mieście Gradačac. W 2013 roku liczyła 1384 mieszkańców, z czego większość stanowili Boszniacy.